# 萨尔蒂伊
萨尔蒂伊（法語：Sartilly，法語發音：[saʁtiji]）是法国芒什省的一个旧市镇，属于阿夫朗什区。2016年，萨尔蒂伊与临近的4个市镇合并为新市镇萨尔蒂伊拜博卡日，萨尔蒂伊为新市镇行政中心。

## 地理
萨尔蒂伊（48°45'9"N, 1°27'25"W）面积11.53 平方千米，位于法国诺曼底大区芒什省，该省份为法国西北部沿海省份，西、北、东北三面环大西洋，东起顺时针与卡爾瓦多斯省、奧恩省、马耶讷省和伊勒-维莱讷省接壤。
与萨尔蒂伊接壤的市镇（或旧市镇、城区）包括：尚塞。

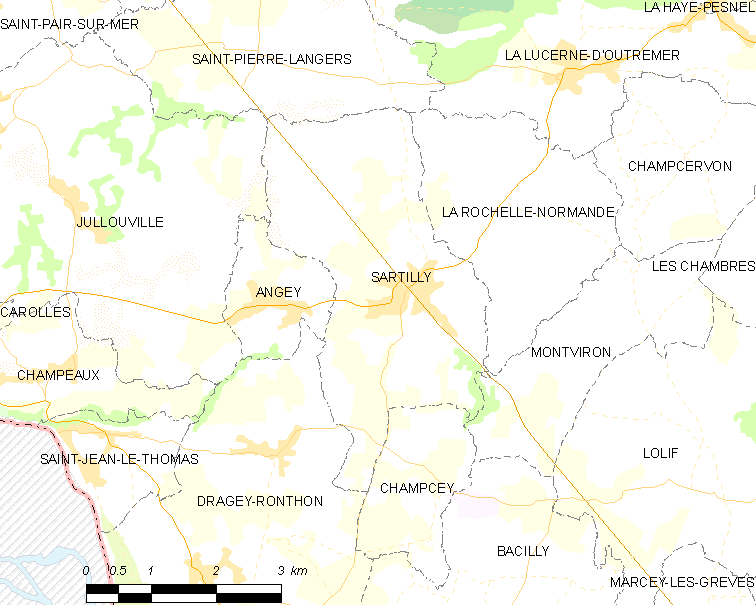
萨尔蒂伊的OSM定位图

萨尔蒂伊的时区为UTC+01:00、UTC+02:00（夏令时）。

## 行政
萨尔蒂伊的邮政编码为50530，INSEE市镇编码为50565。

## 政治
萨尔蒂伊所属的省级选区为阿夫朗什县。

## 人口

1962-2008年间萨尔蒂伊人口变化图示

萨尔蒂伊于2018年1月1日时的人口数量为1601人。